# Stauropoctonus nigrithorax
Stauropoctonus nigrithorax är en stekelart som beskrevs av Lee och Kim 2002. Stauropoctonus nigrithorax ingår i släktet Stauropoctonus och familjen brokparasitsteklar. Inga underarter finns listade i Catalogue of Life.